# Věžnice
Věžnice (deutsch Weznitz, 1939–1945 Wesenz) ist eine Gemeinde in Tschechien. Sie liegt fünf Kilometer nordwestlich von Polná und gehört zum Okres Havlíčkův Brod.

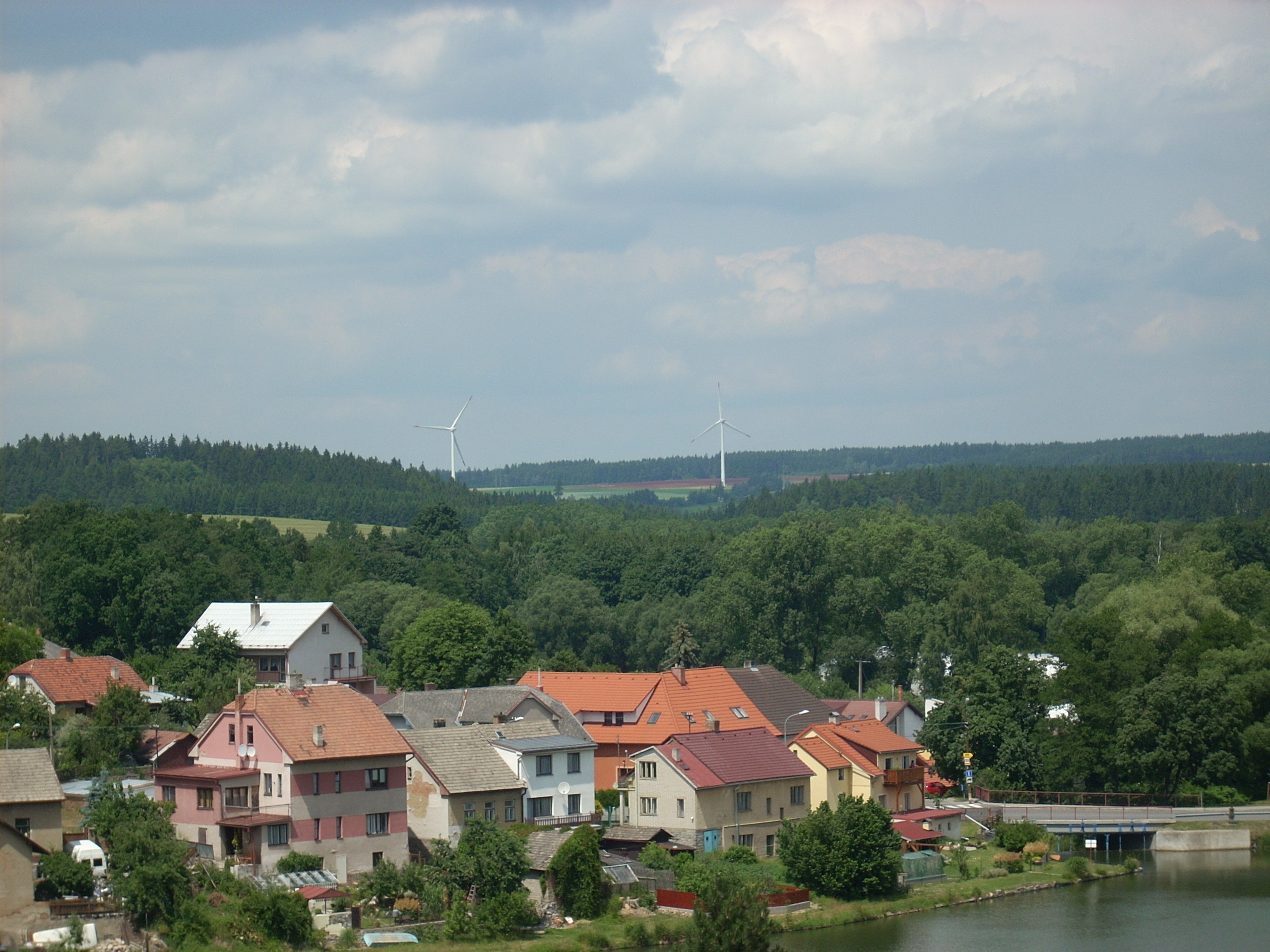
Věžnice

## Geographie
Věžnice erstreckt sich in der Böhmisch-Mährischen Höhe entlang des Flüsschens Šlapanka zwischen den Einmündungen der Bäche Skrýšovský potok und Zlatý potok. Südöstlich befindet sich der Stausee Kukle.
Nachbarorte sind Šachotín und Dolní Jablonná im Norden, Česká Jablonná und Brzkov im Nordosten, Hrbov im Osten, Borský Mlýn und Polná im Südosten, Nové Dvory im Süden, Kamenná im Südwesten, Pozovice im Westen, Lutrián, Smilov und Šlapanov im Nordwesten.

## Geschichte
Die Ortschaften Horní Věžnice und Dolní Věžnice entstanden wahrscheinlich in der ersten Hälfte des 13. Jahrhunderts entlang des Haberner Steigs, einer wichtigen Handelsverbindung von Prag nach Brünn. Das rechts der Šlapanka, die ursprünglich den Namen Věžnice (Wiesnitzbach) trug, angelegte Horní Věžnice weist wie das später linksseitig gegenüber in einer Flussschleife errichtete Prostřední Věžnice die Form eines slawischen Rundlings auf. Dolní Věžnice ist dagegen ein Hufendorf, das beiderseits des Flüsschens durch bayerische Kolonisten und Bergleute in der Zeit des Silberbergbaus angelegt worden ist. Der Flurname Na Šachtě erinnert noch an die Zeit des Bergbaus.
Die erste schriftliche Erwähnung der zur Herrschaft Polná gehörigen Dörfer Ober und Unter Wezenicz erfolgte im Jahre 1356. Später war die Herrschaft im Besitz der Herren von Waldstein und gelangte 1553 an Zacharias von Neuhaus, der in diesem Jahre Katharina von Waldstein geheiratet hatte. Nach Zacharias Tod 1589 eignete sich dessen Neffe Adam II. von Neuhaus die Herrschaft Polná an. Dessen Sohn Joachim Ulrich musste die Herrschaft an seinen größten Gläubiger Hartwig Zeidlitz von Schönfeld (Hertvík Zejdlic ze Šenfeldu) 1597 verkaufen. Anlässlich des Verkaufs wurde auch Mittel Wezenicz erstmals genannt. Im Laufe seiner Geschichte wurde der Ort als Wieznitz, Vesnitz, Weznitz bzw. Wěžnitz bezeichnet. Die Bevölkerung bestand überwiegend aus Deutschen. Seit dem 18. Jahrhundert sind die ältesten Ortssiegel mit den Schriftzügen WES.HORNI.WEZNICZE und DORFF.UNTER.WIEZNITZ überliefert. In den 1770er Jahren eröffnete in Unter Wieznitz eine deutsche Schule, die auch von den Kindern der tschechischen Minderheit besucht wurde.
Nach der Aufhebung der Patrimonialherrschaften entstanden 1850 die zum Bezirk Polná gehörigen Gemeinden Unter Weznitz/Dolní Věžnice und Ober Weznitz/Horní Věžnice. Letzterem war der Ortsteil Mittel Weznitz/Prostřední Věžnice angeschlossen. Ab 1878 gehörten beide Gemeinden zum Bezirk Deutschbrod. In Horní Věžnice, wo eine starke tschechische Minderheit lebte, wurde 1884 eine tschechische Schule eingerichtet. 1895 gründete sich in Unter Weznitz eine Freiwillige Feuerwehr, 1910 bildete sich auch in Horní Věžnice eine solche.
1925 wurden beide Gemeinden unter dem Namen Věžnice zusammengeschlossen. Maßgeblich daran beteiligt war die Národní jednota Pošumavská (Nationalverein für den Böhmerwald), die die Interessen der tschechischen Bevölkerung im deutschen Siedlungsgebiet vertrat und auch dafür sorgte, dass der Sitz der Gemeindeverwaltung nach Horní Věžnice kam. Nach dem Ende des Zweiten Weltkrieges wurden die deutschen Bewohner vertrieben. Damit wurde auch Dolní Věžnice ein rein tschechisch besiedelter Ort. Seit 2005 führt die Gemeinde ein Wappen und Banner.

## Gemeindegliederung
Für die Gemeinde Věžnice sind keine Ortsteile ausgewiesen. Věžnice besteht aus den Ortslagen Horní Věžnice, Dolní Věžnice und Prostřední Věžnice.

## Sehenswürdigkeiten

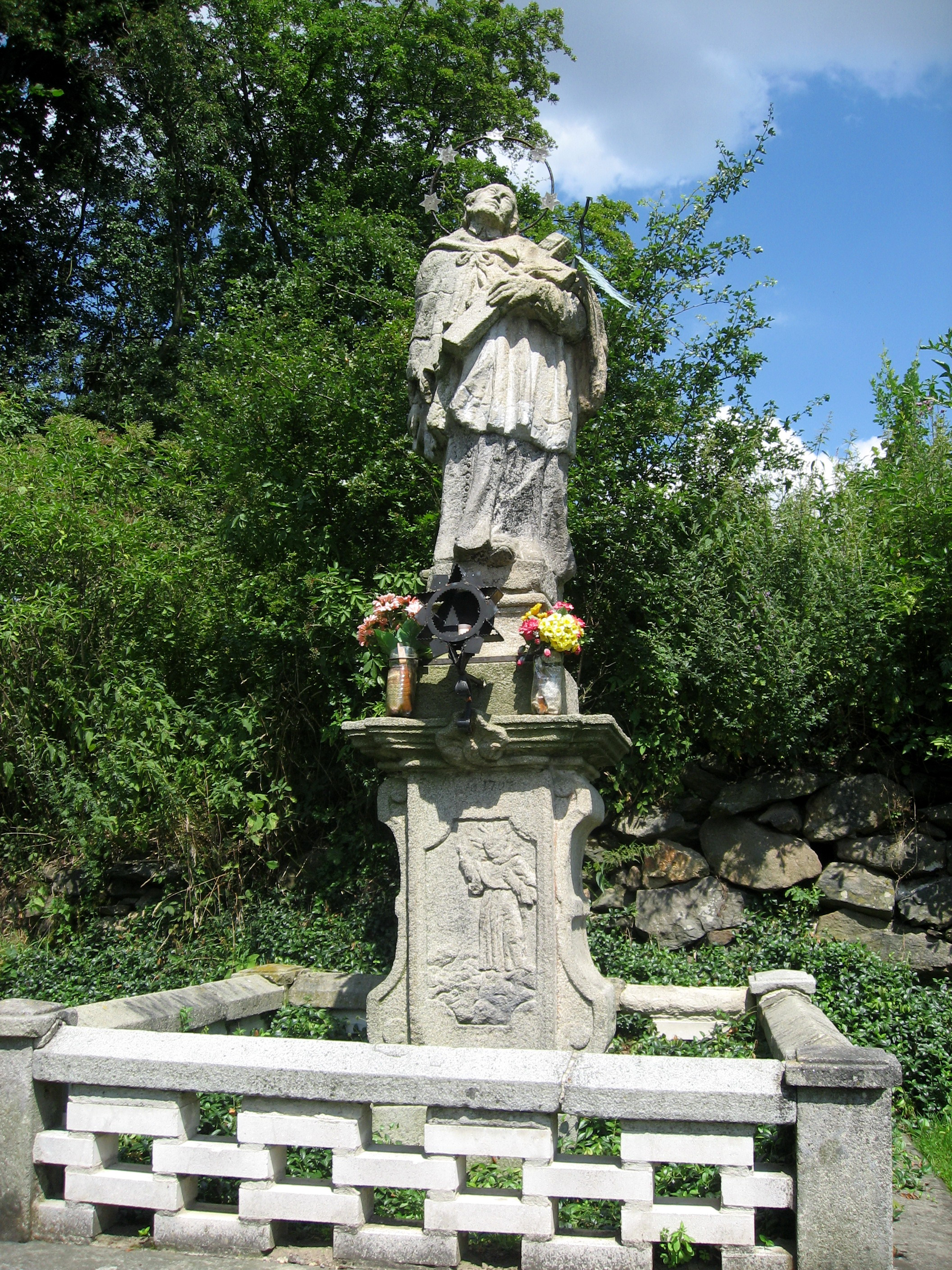
Statue des hl. Johannes von Nepomuk
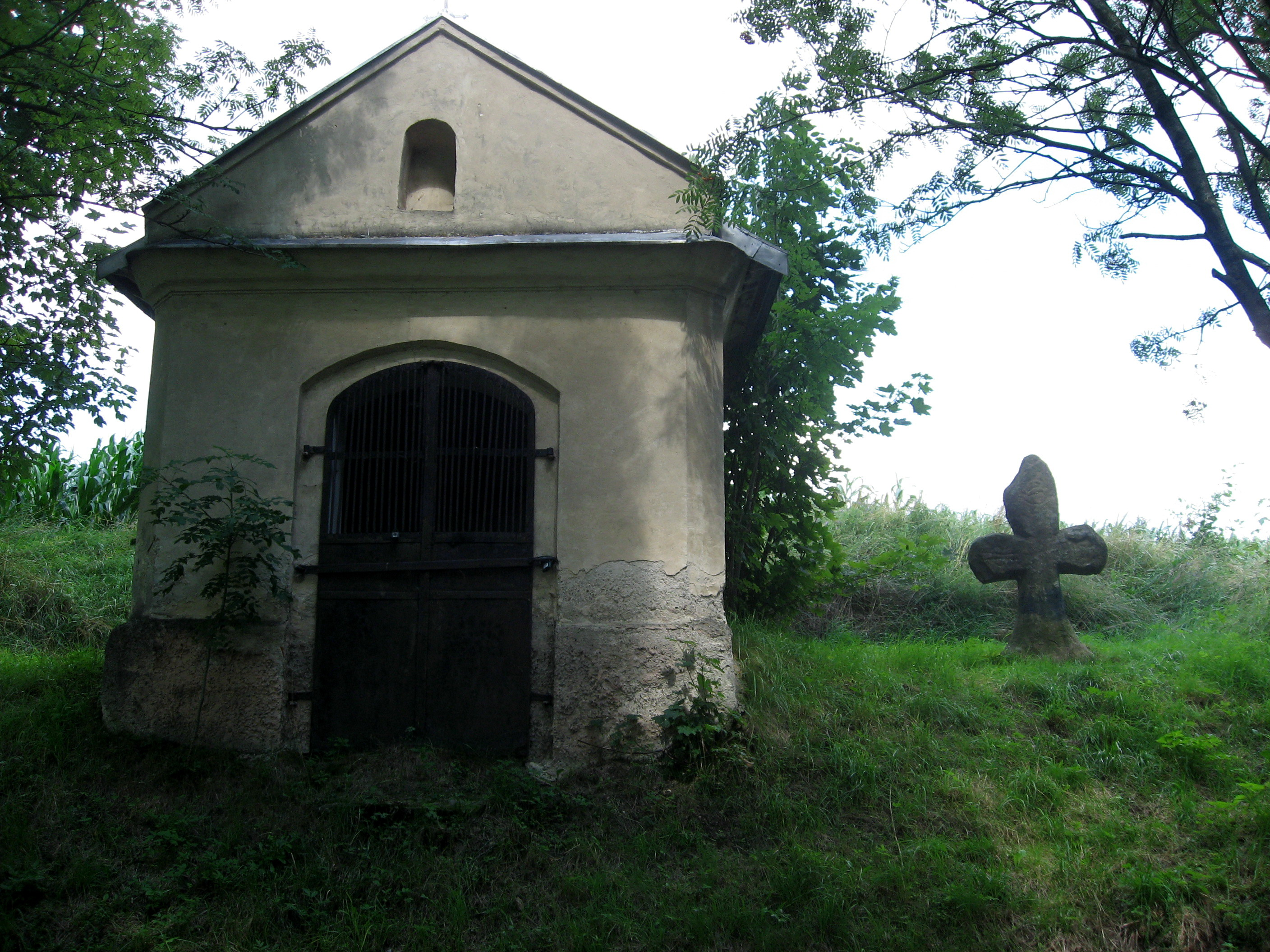
Klábeneš-Kapelle und Sühnekreuz
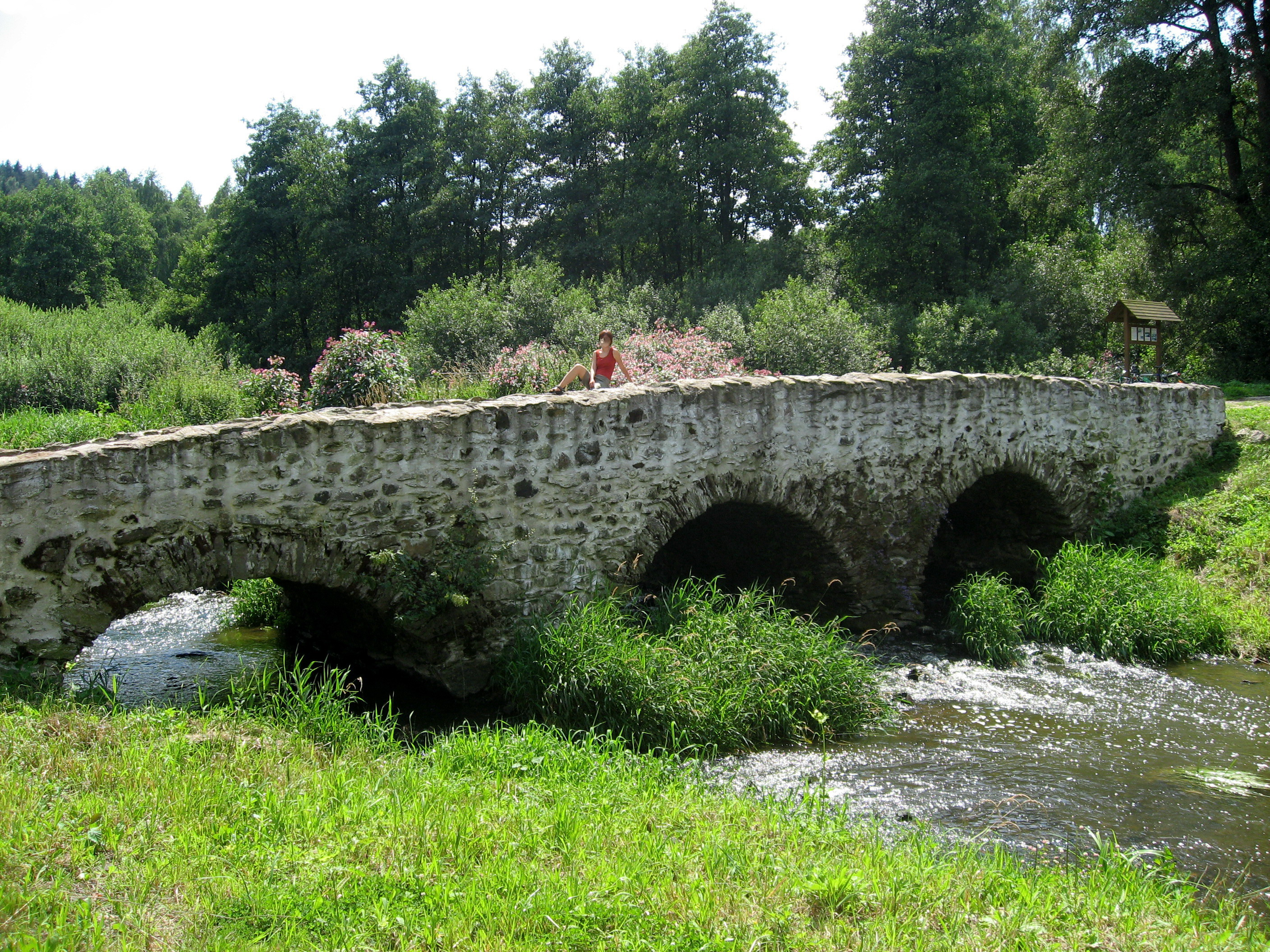
Steinerne Brücke Za Lutriánem

- Kapelle der Jungfrau Maria – Hilfe der Christen, und des sel. Adolph Kolping, geweiht 1999
- Klábeneš-Kapelle in Horní Věžnice
- Sühnekreuz, neben der Klábeneš-Kapelle
- Statue des hl. Johannes von Nepomuk, errichtet 1767
- Steinerne Brücke Za Lutriánem über die Šlapanka bei der ehemaligen Luthermühle an der Mündung des Zlatý potok, nordwestlich von Dolní Věžnice. Über die am Übergang vom 13. zum 14. Jahrhundert errichtete Brücke führte der Haberner Steig. Das denkmalgeschützte Bauwerk wurde zwischen 2003 und 2004 restauriert.